# Франтішек Краткий
Фра́нтішек Кра́ткий (чеськ. František Krátký) (7 вересня 1851, Садцка, Богемське королівство, Австрійська імперія — † 20 квітня 1924, Колін, Чехословацька Республіка) — чеський фотограф, який присвятив себе портретній зйомці, зйомці пейзажів і визначних пам'яток.

## Біографія
Франтішек Краткий народився 1851 року у сім'ї друкаря і у 1864—1867 роках сам навчавсь цій професії. У 1872—1873 роках навчався живопису в Академії в Празі. З 1880 року, працював у фото-студії в Кельні. Він подорожував по чеських та моравських селах, де знімав стереоскопічні фотографії. У дев'яностих роках також фотографував на Балканах, у Франції, Італії, Німеччині, Україні, Росії та Швейцарії.